# Université de Wilmington (Delaware)
Ne doit pas être confondu avec Université de Wilmington (Caroline du Nord).
L'université de Wilmington (en anglais : Wilmington University) est une université américaine située à New Castle, au sud de Wilmington, dans le Delaware.

## Source
- (en) Cet article est partiellement ou en totalité issu de l’article de Wikipédia en anglais intitulé « Wilmington University » (voir la liste des auteurs).